# Matteo Frutti
Matteo Frutti (Trescore Balneario, 29 gennaio 1975) è un ex ciclista su strada italiano, professionista dal 1998 al 2002.

## Palmarès
- 1993 (Juniores)

3ª tappa Grand Prix Rüebliland (Lenzburg > Oftringen)
- 1994 (Dilettanti)

Medaglia d'Oro Città di Monza
1ª tappa Giro della Valsesia (Borgosesia > Serravalle Sesia)
Trofeo Lampre
- 1995 (Dilettanti)

Trofeo Torino-Biella
Circuito Guazzorese
- 1997 (Zalf-Fior)

Coppa San Geo
Trofeo Taschini
2ª tappa Giro della Regione Friuli Venezia Giulia (Cervignano > Bibione)
6ª tappa Giro della Regione Friuli Venezia Giulia (Porcia > Basiliano)
8ª tappa Giro d'Italia Under-23 (Offanengo > Mantova)
Memorial Bregalanti
6ª tappa Giro della Valle d'Aosta (San Carlo Canavese > Pont-Saint-Martin)

### Altri successi
- 1993 (Juniores)

Classifica scalatori Grand Prix Rüebliland

## Piazzamenti

### Grandi Giri
- Giro d'Italia

1999: 95º
- Tour de France

2001: 128º
- Vuelta a España

2000: non partito (9ª tappa)

### Classiche monumento
- Milano-Sanremo

1999: 153º
- Giro delle Fiandre

1999: ritirato
- Parigi-Roubaix

1999: ritirato
2000: ritirato
2001: ritirato

### Competizioni mondiali
- Campionati mondiali

Perth 1993 - In linea Juniores: 13°